# Filòcrates (orador)
Filòcrates (grec antic: Φιλοκράτης, llatí: Philocrates) fou un orador atenès de la dem d'Agnos, que va tenir part important en el tractat de pau negociat amb Filip II de Macedònia el 346 aC.
Va donar suport juntament amb Demòstenes a la petició dels amics dels atenencs fets presoners a Olint el 347 aC i es va enviar un ambaixador a negociar el seu rescat. També va proposar una moció, que es va aprovar per unanimitat, que permetia a Filip II de Macedònia enviar a Atenes un herald i diversos ambaixadors per negociar la pau. Denunciat per Licí que l'acusava que el decret era il·legal, va ser defensat per Demòstenes, ja que ell estava malalt i no va poder acudir al judici, i absolt.
Quan les negociacions de pau que es van portar a terme a Atenes ja eren a punt, Filòcrates va proposar d'enviar deu ambaixadors a Filip per negociar els acords. Quan els ambaixadors macedonis van arribar a Atenes, va suggerir de cedir davant de Filip i excloure els focis, la ciutat d'Halos i el rei dels odrisis Cersobleptes I del tractat, proposta a la qual es van oposar Èsquines d'Atenes i Demòstenes i que va haver de retirar. Va tornar a ser membre de la segona ambaixada i va afavorir a Macedònia. En compensació va rebre terres a la Fòcida com a preu de la seva traïció. Filòcrates no va amagar la seva nova riquesa, i en feia ostentació.
Un temps després Hipèrides el va acusar de traïció i per evitar la condemna se'n va anar exiliat voluntàriament. D'unes paraules de Demòstenes es dedueix que va tornar poc després potser el 338 aC, però en canvi Èsquines de Milet el situa encara a l'exili el 330 aC.